# كارلا روكو
كارلا روكو (من مواليد 28 يوليو 1973) هي سياسية إيطالية كانت نائبًا في البرلمان عن حركة النجوم الخمسة منذ عام 2013.